# Karłówka skromna
Karłówka skromna (Micropsitta keiensis) – gatunek małego ptaka z podrodziny papug wschodnich (Psittaculinae) w rodzinie papug wschodnich (Psittaculidae). Ptak ten występuje na Nowej Gwinei i sąsiednich wyspach, według IUCN nie jest zagrożony wyginięciem.

## Zasięg występowania
Karłówka skromna występuje w zależności od podgatunku:
- M. keiensis keiensis – Wyspy Kai (Kai Kecil, Kai Besar) i Wyspy Aru
- M. keiensis chloroxantha – Gebe i zachodnie wyspy Papui (Waigeo, Salawati, Misool) oraz płn.-zach. Nowa Gwinea (Ptasia Głowa i półwysep Onin)
- M. keiensis viridipectus – płd. Nowa Gwinea

## Taksonomia
Gatunek po raz pierwszy naukowo w 1876 roku opisał włoski ornitolog Tommaso Salvadori, nadając mu nazwę Nasiterna keiensis. Jako miejsce typowe odłowu holotypu Salvadori wskazał Wyspy Kai. Okazami typowymi były dwa samce (odłowione 20 sierpnia i 5 października 1873 roku) oraz samica (odłowiona 15 sierpnia 1873 roku). Dane taksonomiczne podgatunków (oprócz podgatunku nominatywnego) przedstawia poniższa tabelka:
| Podgatunek         | Autor i rok opisu | Miejsce typowe                         | Okazy typowe    |
| ------------------ | ----------------- | -------------------------------------- | --------------- |
| M. k. chloroxantha | Oberholser, 1917  | Dorey (obecnie Manokwari), Nowa Gwinea | samiec i samica |
| M. k. viridipectus | Rothschild, 1911  | górny bieg rzeki Setekwa, Nowa Gwinea  | samiec          |

M. keiensis tworzy grupę gatunków z M. geelvinkiana i M. pusio. Rozpoznano trzy podgatunki; Międzynarodowy Komitet Ornitologiczny (IOC) wyróżnia obecnie (2020) jedynie dwa, uznaje bowiem viridipectus za synonim podgatunku nominatywnego. Zaproponowany w 1966 roku podgatunek sociabilis z Mount Besar na wyspie Batanta jest traktowany jako synonim chloroxantha.

### Etymologia
Nazwa rodzajowa:  μικρος mikros „mały”; nowołac. psitta „papuga”, od gr. ψιττακη psittakē „papuga”. Epitet gatunkowy: wyspy Kei, Indie Wschodnie (tj. Indonezja). Pozostałe epitety: chloroxantha – gr. χλωρος khlōros „zielony”; ξανθος xanthos „żółty”; viridipectus – łac. viridis „zielony”, od virere „być zielonym”; pectus, pectoris – pierś; sociabilis – sociabilis – „towarzyski, zgodny”, od sociare „współpracować”, od socius „dzielenie się, sprzymierzony”, od sequi „podążać”. 

## Morfologia
Długość ciała 9 cm;  masa ciała 11–14 g. Mała papuga, u której większość upierzenia jest koloru zielonego, lecz większa część głowy koloru ochrowego przechodzącego w zielony im bliżej karku. Końcówki górnej powierzchni sterówek niebieskie, pokrywy podogonowe koloru żółtego. Obrączka powiekowa brązowa, tęczówka również koloru brązowego. Płci podobne. Podgatunek viridipectus podobno jest ciemniejszy niż nominatywny; u podgatunku chloroxantha w środkowej części dolnej części piersi i brzucha ciągnie się pasek o zmiennym, pomarańczowo-czerwonym kolorze.

## Ekologia

### Środowisko i pożywienie
Karłówka skromna zamieszkuje nizinne i położone na wzgórzach lasy, plantacje orzechów kokosowych, namorzyny, lasy z nipą krzewinkową, a nawet odwiedza drzewa rosnące na wsiach; zazwyczaj spotykana w podszycie. Na wyspach Kai obserwowana do wysokości 250 m n.p.m.
Żywi się przypuszczalnie grzybami i porostami, które wybiera z kory pni kwitnących drzew, zwłaszcza figowców. Większość zawartości żołądka stanowiła nieokreślona masa, ale znaleziono tam również małe nasiona.

### Lęgi
Samce w kondycji rozrodczej obserwowano w listopadzie, gniazdo z młodymi znalezione zostało w marcu w pustym, nadrzewnym termitarium, 3–4 m nad ziemią. W jednym z gniazd znajdowało się 6 ptaków dorosłych oraz 2 pisklęta, ponieważ gniazdo było wykorzystane do nocowania przez młode z poprzednich lęgów.

## Status
W Czerwonej księdze gatunków zagrożonych Międzynarodowej Unii Ochrony Przyrody został zaliczony do kategorii LC (ang. Least Concern – najmniejszej troski). Stan populacji nie jest znany, bardzo często występuje na Kai, rzadko na Aru oraz umiarkowanie powszechnie na zachodnich wyspach Papui. Populacja wydaje się być stabilna ze względu na brak dowodów na jakiekolwiek spadki populacji lub inne istotne zagrożenia.